# Аурімас Кучіс
Аурімас Кучіс (лит. Aurimas Kučys; нар. 22 лютого 1981, Паневежис) — литовський футболіст, півзахисник.
Насамперед відомий виступами за клуби «Екранас» та національну збірну Литви.
Його син Армандас також футболіст.

## Клубна кар'єра
У дорослому футболі дебютував 1998 року виступами за команду клубу «Екранас», в якій провів вісім сезонів, взявши участь у 187 матчах чемпіонату. Більшість часу, проведеного у складі «Екранаса», був основним гравцем команди.
Протягом 2007 року захищав кольори клубу «Даугава» (Даугавпілс).
Своєю грою за останню команду привернув увагу представників тренерського штабу клубу «Нафтовик-Укрнафта», до складу якого приєднався в кінці 2007 року. Відіграв за охтирську команду наступні півтора року своєї ігрової кар'єри.
Протягом з літа і до кінця 2009 року захищав кольори «Закарпаття».
До складу клубу «Екранас» повернувся на початку 2010 року. Відіграв за клуб з Паневежиса 85 матчів у національному чемпіонаті.
2014 рік провів у складі команди «Даугава» (Рига) після чого завершив кар'єру гравця.

## Виступи за збірні
1998 року дебютував у складі юнацької збірної Литви, взяв участь у 3 іграх на юнацькому рівні.
Протягом 1998–2002 років залучався до складу молодіжної збірної Литви. На молодіжному рівні зіграв у 11 офіційних матчах, забив 3 голи.
2002 року дебютував в офіційних матчах у складі національної збірної Литви. Всього провів у формі головної команди країни 17 матчів.

## Досягнення
- Чемпіон Литви — 2005, 2010, 2011, 2012
- Володар Кубка Литви — 2000, 2010, 2011
- Володар Суперкубка Литви — 2006